# جایزه جوپیتر (جایزه فیلم)
جایزه جوپیتر (به انگلیسی: Jupiter Award) یک جایزهٔ فیلم سالانه در آلمان است. این جایزه بزرگترین جایزهٔ مخاطبان برای سینما و تلویزیون آلمان است که توسط مجلهٔ سینما و اشپیل‌فیلم تی‌وی در یازده بخش اعطا می‌گردد. جایزه جوپیتر فعالیت خود را از سال ۱۹۷۹ شروع کرده‌است.

## مراسم

### نخستین جایزه جوپیتر / ۱۹۷۹
| بهترین فیلم - طبل حلبی – فولکر شلوندورف | |
| بهترین بازیگر مرد - باد اسپنسر – به من میگن بولدوزر - جان تراولتا – گریس - کریستوفر ریو – سوپرمن - ترنس هیل – فردها و زوج‌ها - راجر مور – غازهای وحشی - وارن بیتی – بهشت می‌تواند صبر کند - برت رینولدز – Hooper - برونو گانتس – Knife in the Head - لوئی دوفونس – La Zizanie - پیر ریشار – La Carapate | بهترین بازیگر زن - ناستاسیا کینسکی – همین‌گونه بمان - الیویا نیوتن جان – گریس - Sabine von Maydell – Wehe, wenn Schwarzenbeck kommt - دایان کیتن – صحنه‌های داخلی - لیو اولمان – سونات پاییزی - بروک شیلدز – Pretty Baby - سوفیا لورن – Brass Target - فی داناوی – Eyes of Laura Mars - جین فوندا – بازگشت به وطن - باربارا باک – یگان ۱۰ از ناوارون |